# Luchtkuuroord

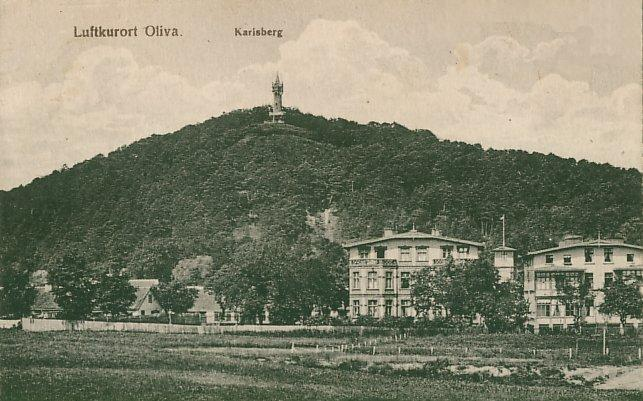
Luchtkuuroord Oliva bij het oude Gdańsk rond 1905

Een luchtkuuroord is een kuuroord waar men zich bloot kan stellen aan gezonde buitenlucht. Een luchtkuur was vroeger het belangrijkste geneesmiddel tegen tuberculose.

## Keurmerk
Het luchtkuuroord is een Duitse vinding, de term is een letterlijke vertaling van het Duitse woord Luftkurort. "Staatlich anerkannter Luftkurort" is in Duitsland een beschermd keurmerk voor een door de overheid erkend luchtkuuroord. Het is het bekendste en meest gecontroleerde keurmerk aangaande kuuroorden die zich presenteren met hun natuurlijke omgeving en gezonde lucht. Het wordt aan plaatsen gegeven die volgens wetenschappelijke vaststelling zodanige lucht- en klimaatomstandigheden kennen dat ze als heilzaam bestempeld kunnen worden.
In België en Nederland werden eerder patiënten naar de kust gestuurd om door de gezonde lucht aldaar aan te sterken. In de eerste helft van de 20ste eeuw konden tuberculoselijders aansterken in grote open lighallen bij sanatoria of in kleine lighuisjes in de eigen tuin. Psoriasispatiënten kunnen in bepaalde gevallen de Dode Zee bezoeken om tot verbetering van hun klachten te komen. Een bezoek daar kan niet volledig aangemerkt worden als luchtkuur, want ook het zeewater en het zonlicht spelen een rol bij de genezing; er is eerder sprake van klimaattherapie.

## Staatserkenning
Het wordt een patiënt aanbevolen regelmatig in de gezonde omgeving terug te komen. In Duitsland is de "Luftkur" wijd verspreid. De gehanteerde criteria inzake de heilzaamheid van verblijf in een bepaalde omgeving zijn daar vastgelegd in de "Qualitätsstandards für die Prädikatisierung von Kurorten, Erholungsorten und Heilbrunnen". De betreffende deelstaat dient een erkenningsverordening vast te stellen waarin de voorwaarden voor het verlenen van het predicaat 'staatserkend' staan omschreven.
In tegenstelling tot andere kuuroorden zijn er over het algemeen voor de luchtkuuroorden geen vastgestelde therapieën. De staatserkenning wordt dan ook veelal verstrekt aan gemeenten die ook een toeristische functie hebben. Door de staatserkenning is de gemeente gerechtigd een toeristenbelasting te heffen opdat de gemeentelijke uitgaven inzake toerisme gedekt kunnen worden. Voor een gemeente is het daarom van (economisch) belang om erkend te worden als kuuroord. Buiten het "Staatlich anerkannter Luftkurort" kent men ook nog de "Staatlich anerkannte Fremdenverkehrsgemeinden", en Staatlich anerkannte Erholungsorte, veelal plaatsen die van toeristisch belang zijn, maar niet een zodanige omgeving hebben dat die (in het laatste geval: met uitzondering van eisen aan de luchtkwaliteit) als bevorderend voor de gezondheid mag worden aangemerkt.